# Подлесе (Білгорайський повіт)
Подлесе (пол. Podlesie) — село в Польщі, у гміні Білгорай Білґорайського повіту Люблінського воєводства.
У 1975-1998 роках село належало до Замойського воєводства.